# Fotografická kritika

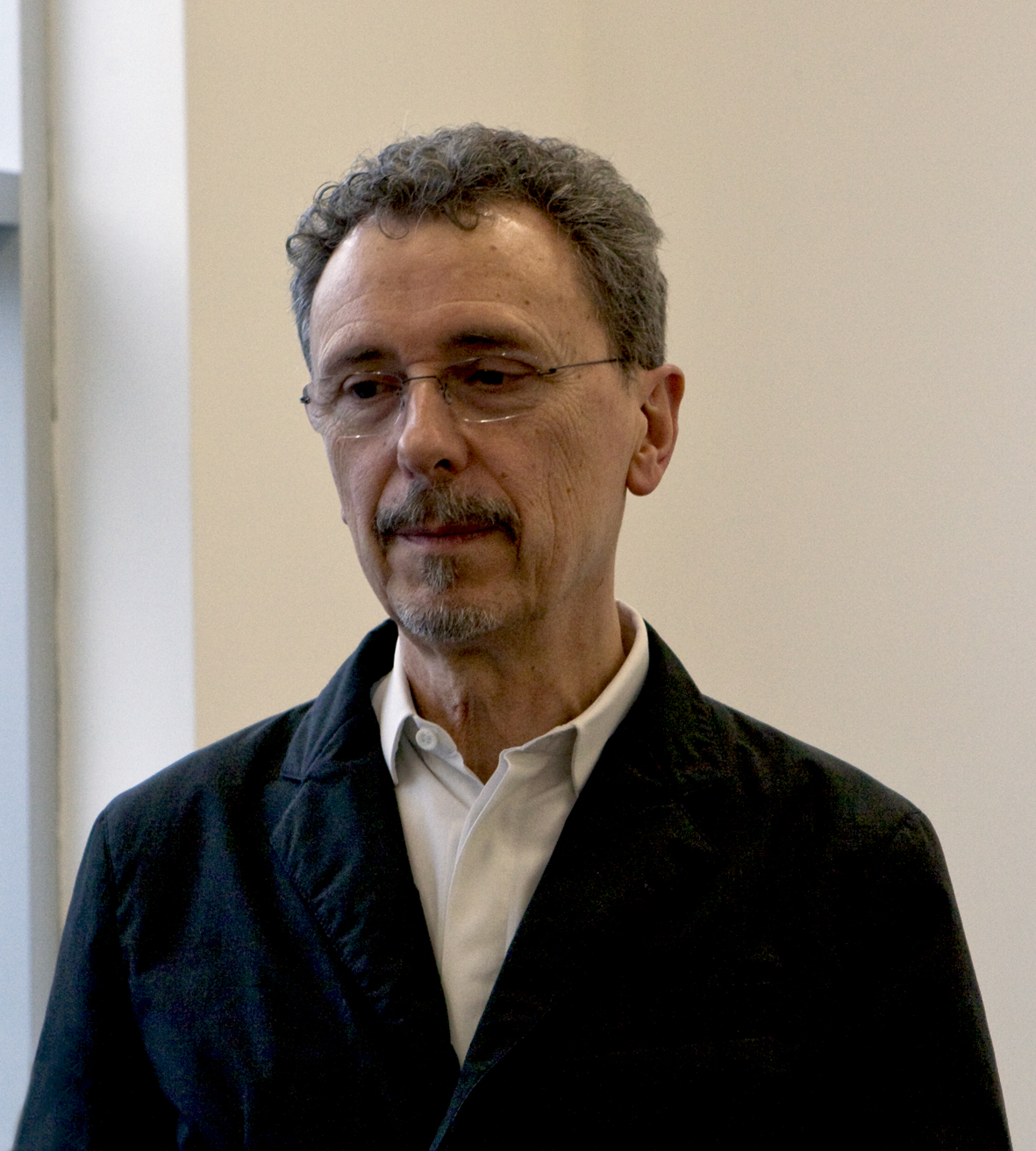
Victor Burgin

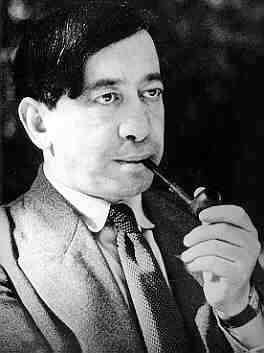
Siegfried Kracauer

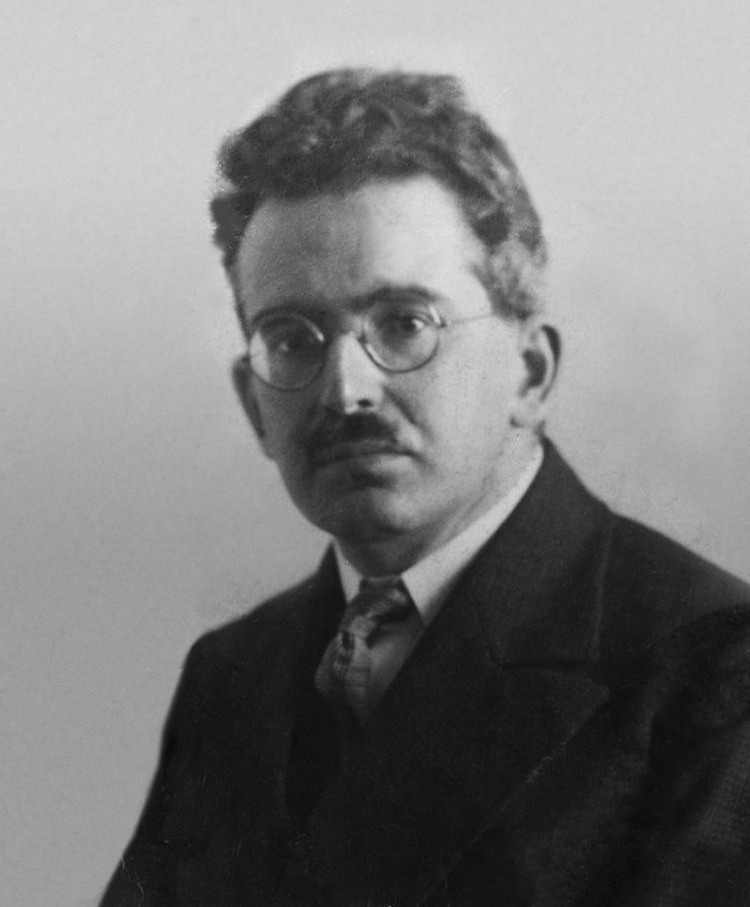
Walter Benjamin

Fotografická kritika je jednou z druhově specializovaných oblastí umělecké kritiky, zaměřené na tvůrčí fotografii. Termín kritika pochází z řeckého slova krinein, které znamená třídit, rozebírat, činit výběr, vyšetřovat, rozhodovat, soudit, posuzovat, hodnotit. Umělecká, tedy i fotografická kritika, je definována jako jedna ze tří složek vědy o umění, která zkoumá umění či jeho jednotlivé druhy, původ, podstatu, vývoj, formy a obsahy, odrazy individuálně-společenských jevů a jejich vzájemné vazby. Umělecká (fotografická) kritika pak na základě toho interpretuje a kvalitativně hodnotí a může být pojímána jako jeden z publicistických druhů literární tvorby, čímž se ocitá na hranici literatury a vědy o umění (uměnovědy). Skládá se ze tří složek – analytické, interpretačně-výkladové a finální složky, jíž je vlastní kritický soud. Hlavní funkcí umělecké kritiky je zprostředkovávání hodnot mezi uměním a společností.

## Obsah
Zabývá se výkladem a hodnocením fotografií z hlediska současnosti (včetně problémů sociálního a duchovního života), identifikuje a schvaluje[ujasnit] zásady kreativních fotografických směrů, má aktivní vliv na fotografický proces, stejně jako přímo na povědomí veřejnosti; je založena na teorii a dějinách fotografie, filozofie a estetiky. Jak s vývojem společnosti stoupají nároky na všechny oblasti lidské aktivity, je fotografická kritika založena již také na psychologii vnímání. Má často publicistický, badatelský charakter, propojený s žurnalistikou. Souvisí tak úzce s příbuznými vědami – historií, uměním, filosofií, sémiotikou, teorií komunikace, kognitivní psychologii a d.[zdroj?]

## Historie
Fotografická kritika se koncipovala téměř současně s vynálezem fotografie ve druhé polovině 19. století a do druhé poloviny 20. století prakticky neměla žádný zvláštní status odborného vzdělávání. Hlavním tématem fotografické kritiky bylo pochopení podstaty nového média a jeho místa mezi ostatními oblastmi umění. Mezi osobnosti, které zformovaly současný diskurs patří: Edgar Allan Poe,[zdroj?] Charles Baudelaire,[zdroj?] Walter Benjamin, Siegfried Kracauer, John Szarkowski, Victor Burgin, Susan Sontagová, Roland Barthes, Rosalind Krauss a další.
Od poloviny 20. století se fotografická kritika formuje jako svébytný teoretický obor a stala se z ní nezávislá profese v Americe i v Evropě.

### České země
- Vladimír Birgus
- Karel Císař
- Antonín Dufek
- Anna Fárová
- Lucia L. Fišerová
- Vilém Flusser
- Bronislava Gabrielová
- Karel Otto Hrubý
- Jiří Jeníček
- Markéta Kinterová
- Lubomír Linhart
- Věra Matějů
- Jan Mlčoch
- Josef Moucha
- Daniela Mrázková
- Tomáš Pospěch
- Jiří Ptáček
- Vladimír Remeš
- Pavel Scheufler
- Rudolf Skopec
- Jiří Šerých
- Ján Šmok
- Petr Tausk
- Karel Teige
- Pavel Vančát
- Petr Vilgus
- Jana Vránová
- Miloš Vojtěchovský

## Žánry fotografické kritiky
- komentář
- recenze
- kritická stať se zaměřením na fotografii
- srovnávací recenze
- kritická monografie o současné fotografii
- text v učebnici nebo skriptech (pedagogická činnost)
- přednáška
- reportáž
- výstava, text katalogu

## Úkoly fotografické kritiky
V souladu s klasicistní estetikou je fotografická kritika často vnímána jako „příkladné“ povolání, jehož posláním je poskytovat nestranné a na společenských náladách nezaložené hodnocení práce, podpora nebo odsouzení autora, upozornění na některé „chyby“ a „krásy“ snímků a doporučení fotografií dalším divákům.
Současná fotografická kritika řeší problémy periodizace umění fotografie, zabývá se identifikací a studiem různých historických a geografických vzorů a studuje vztahy mezi fotografy a jinými druhy umění, přispívá k rozvoji teorie fotografie.
Z filozofického hlediska lze jako hlavní cíl kritiky rozlišovat systematické pojednání,[ujasnit] jehož cílem je pochopení podstaty fotografických médií a fotografické praxe, vzájemné interakce fotografického média s člověkem a společností, atd.
Na konci 20. století se fotografická kritika vykrystalizovala na samostatný druh literatury.
Počátek 21. století přináší obecně zvýšený důraz na kritické myšlení a v konkrétním vztahu k aktuální funkci "kritických muzeí" se očekává, že prezentace nejen umění bude prováděna s potřebnou mírou kritičnosti. Nové odborníky k tomu mají připravovat kurátorská studia, ale kurátorství není jediným a zřejmě ani optimálním postem pro rozvoj kritiky.

## Metody fotografické kritiky
Důležitou metodou fotografické kritiky je strukturní analýza zaměřená na systematické studium způsobu organizace metastruktury obrazu (viz Obrazová kompozice), označující obecné trendy a povahu linií a ploch v obrazu, systém vizuálních vzorů, chromatických rysů obrazu, stejně jako spojení mezi metastrukturou obrazu a regulérního pole fotografického média.

## Galerie

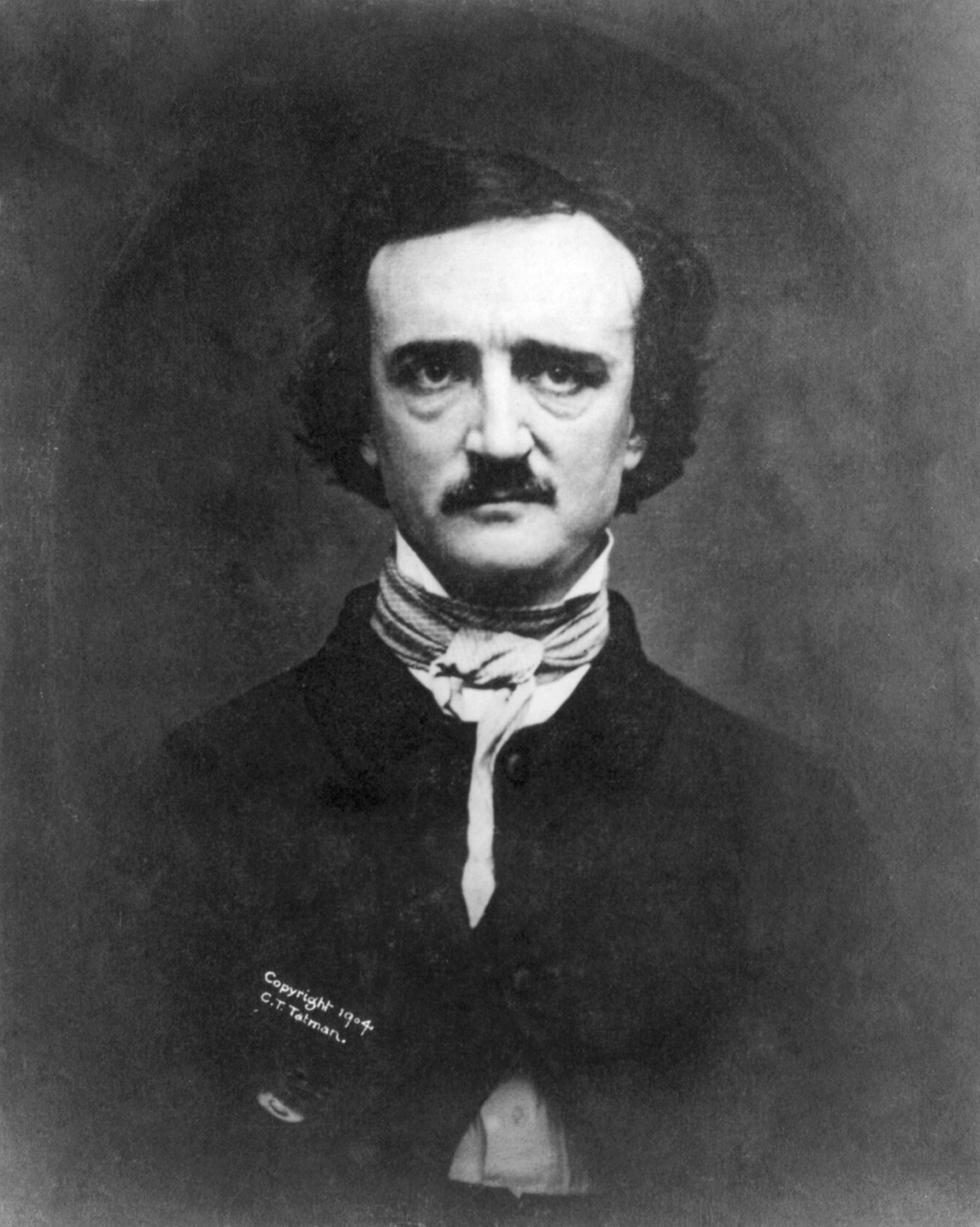
Edgar Allan Poe
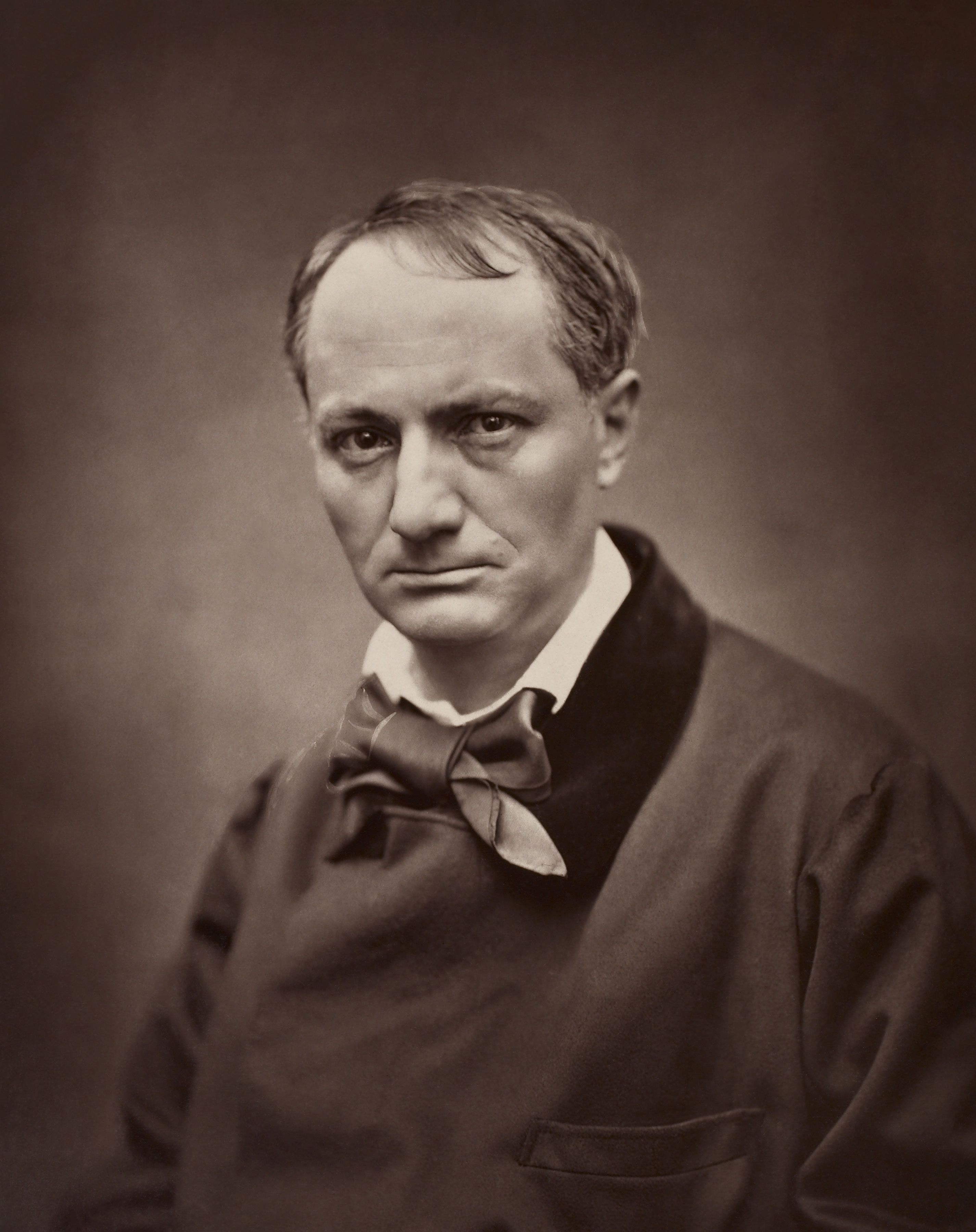
Charles Baudelaire